# Hugh Bullen
Hugh Aldwyn Bullen (Trinidad e Tobago, 7 gennaio 1951 – 1º novembre 2016) è stato un bassista trinidadiano.

## Biografia
Giunge in Italia da Trinidad e Tobago agli inizi degli anni settanta insieme al fratello Kelvin Bullen, futuro bassista dei Napoli Centrale.
È subito attivo nell'area milanese insieme a session man dell'etichetta Cramps del livello di Walter Calloni e Claudio Pascoli e collabora a dischi di Eugenio Finardi ed Ivan Graziani.
Entra nel gruppo esteso di musicisti che incisero l'album Maledetti (maudits) degli Area (Giulio Capiozzo alla batteria, Patrizio Fariselli al pianoforte e synth, Demetrio Stratos alla voce, Ares Tavolazzi al basso, Paolo Tofani alla chitarra elettrica), assieme a musicisti provenienti dal Jazz (Steve Lacy al sax, Paul Lytton alle percussioni, Walter Calloni alla batteria, Auton e Josè Arze alle percussioni) e dalla musica classica (Umberto Benedetti Michelangeli al violino, Armando Burattin alla viola, Paolo Salvi al violoncello, Giorgio Carulli al contrabbasso).
Nel 1976 fa parte del nuovo gruppo di musicisti che sostituisce i componenti de Il Volo nell'album Lucio Battisti, la batteria, il contrabbasso, eccetera di Lucio Battisti.
Ivan Graziani dedica all'amico bassista Hugh Bullen Ugo l'italiano, brano contenuto nel 33 giri Seni e coseni del 1981.
Successivamente prosegue la propria attività incidendo anche alcuni singoli di musica disco.

## Discografia

### Albums
- 1978: Feeling (ZOO Records)

### Singles
- 1976: I'm Your Man (Ricordi)
- 1978: You And I (ZOO Records)
- 1985: Alisand (Many Records)
- 1986: I Can't Stay Without My Love (Media Records)
- 1988: Night Girl (Fantasy International Records)
- 2007: On The Run (Innspiral Records)

## Partecipazioni
- 1974: Claudio Fucci - Il disco
- 1975: Eugenio Finardi - Non gettate alcun oggetto dai finestrini
- 1976: Eugenio Finardi - Sugo
- 1976: Ivan Graziani - Ballata per 4 stagioni
- 1976: Alberto Camerini - Cenerentola e il pane quotidiano
- 1976: Area - Maledetti (maudits)
- 1976: Antonello Venditti - Ullàlla
- 1976: Lucio Battisti - Lucio Battisti, la batteria, il contrabbasso, eccetera
- 1977: Ivan Graziani - I lupi
- 1977: Lucio Battisti - Io tu noi tutti
- 1977: Lucio Battisti - Images
- 1978: Ivan Graziani - Pigro
- 2007: Lucio Fabbri - Amarena